# Nikolaj Szeps-Znaider
Nikolaj Szeps-Znaider, né le 5 juillet 1975 à Copenhague, est un violoniste et chef d'orchestre binational israélo-danois. Il est le directeur  musical de l’Orchestre national de Lyon depuis septembre 2020.

## Biographie
Après avoir gagné un premier prix au Concours international de violon Carl-Nielsen en 1992, Nikolaj Szeps-Znaider étudie à la Juilliard School à New York, sous la direction de Dorothy DeLay et est conseillé par Boris Kuschnir, du Conservatoire de Vienne. En 1997, il remporte le Concours Reine Élisabeth de Belgique à Bruxelles. Au violon, il poursuit une carrière internationale et travaille également avec des chefs d'orchestre renommés comme Daniel Barenboïm, Herbert Blomstedt, Sir Colin Davis ou encore Mstislav Rostropovitch.
Nikolaj Szeps-Znaider joue sur un violon fabriqué par le luthier Guarnerius del Gesù en 1741, qui a appartenu auparavant à Fritz Kreisler. Ce violon lui est prêté par le Théâtre royal danois.
Depuis quelques années, Nikolaj Szeps-Znaider mène également une brillante carrière de chef d'orchestre. Il a notamment dirigé l’Orchestre symphonique de Londres, l'Orchestre philharmonique de Radio France, l'Orchestre national de Russie, l'Orchestre philharmonique de New York ou encore la Staatskapelle de Dresde.
Le 3 décembre 2018, Nikolaj Szeps-Znaider a été nommé directeur musical de l'Orchestre national de Lyon, par le maire de Lyon, Gérard Collomb. Il a pris ses fonctions en septembre 2020 pour un contrat initial de quatre saisons, succédant ainsi à Leonard Slatkin, directeur musical de 2011 à 2017, désormais directeur musical honoraire.
Nikolaj Szeps-Znaider a dirigé l’Orchestre symphonique de Chicago, l’Orchestre philharmonique de New York, l’Orchestre symphonique de Londres, l’Orchestre symphonique de Détroit, l’Orchestre symphonique de Montréal, l’Orchestre symphonique de la Ville de Birmingham, l’Orchestre de Cleveland, l’Orchestre philharmonique du Luxembourg, l’Orchestre philharmonique royal de Liverpool, l’Orchestre symphonique national de la RAI (Turin), l’Orchestre symphonique national du Tatarstan (Kazan), l’Orchestre philharmonique de Wrocław, l’Orchestre symphonique de Melbourne, l’Orchestre symphonique d’Australie occidentale.
La liste des scènes lyriques où se produit Nikolaj Szeps-Znaider s’allonge également, avec ses débuts à la Semperoper de Dresde, à la Staatsoper de Hambourg et au Théâtre national du Danemark.
Également violoniste de premier plan, Szeps-Znaider a été artiste en résidence au cours de la saison 2018/2019 auprès de l’Orchestre symphonique de Vienne, avec lequel il s’est produit à la fois au violon et au pupitre ; dans ce cadre, il a fait ses débuts de chef d’orchestre au Musikverein de Vienne et est parti en tournée européenne sous la direction de Philippe Jordan.
Nikolaj Szeps-Znaider a noué une relation privilégiée avec l’Orchestre symphonique de Londres ; il dirige cet orchestre et joue en soliste avec lui chaque saison, et a enregistré avec lui l’intégrale des concertos de Mozart, dirigeant du violon. La revue The Strad y a salué le jeu de Szeps-Znaider comme « vraisemblablement l’un des sons de violon les plus ravissants qui aient jamais été portés au disque ».
Comme violoniste, Nikolaj Szeps-Znaider a enregistré le concerto de Nielsen avec Alan Gilbert et l’Orchestre philharmonique de New York, le Concerto en si mineur d’Elgar avec le regretté Sir Colin Davis et la Staatskapelle de Dresde, les concertos de Brahms et Korngold avec Valery Gergiev et l’Orchestre philharmonique de Vienne (CD récompensé de plusieurs prix), les concertos de Beethoven et Mendelssohn avec Zubin Mehta et l’Orchestre philharmonique d’Israël, le Second Concerto de Prokofiev et le concerto de Glazounov avec Mariss Jansons et l’Orchestre symphonique de la Radio de Bavière, et le concerto de Mendelssohn en DVD avec Riccardo Chailly et l’Orchestre du Gewandhaus de Leipzig. Nikolaj Szeps-Znaider a également enregistré l’intégrale des œuvres pour violon et piano de Brahms avec Yefim Bronfman.
Nikolaj Szeps-Znaider s’investit avec passion dans la transmission de son art aux générations suivantes ; il a été pendant dix ans le directeur artistique d’une académie d’été, l’Académie nordique de musique, qu’il a fondée. Il est à présent le président du Concours Nielsen, qui se déroule tous les trois ans à Odense, au Danemark.

## Distinctions
- Chevalier de l'ordre de Dannebrog[réf. nécessaire]